# ديكايا
ديكايا (Δίκαια) هي مدينة في إفروس في مقاطعة فوريا إلادا في اليونان.
يبلغ عدد سكانها حوالي 1,177 نسمة.